# Hasrat
Hasrat (arab. حسرات) – miejscowość w Syrii, w muhafazie Dajr az-Zaur. W 2004 roku liczyła 6306 mieszkańców.